# القيادة القطرية لحزب البعث العربي الاشتراكي – قطر سوريا

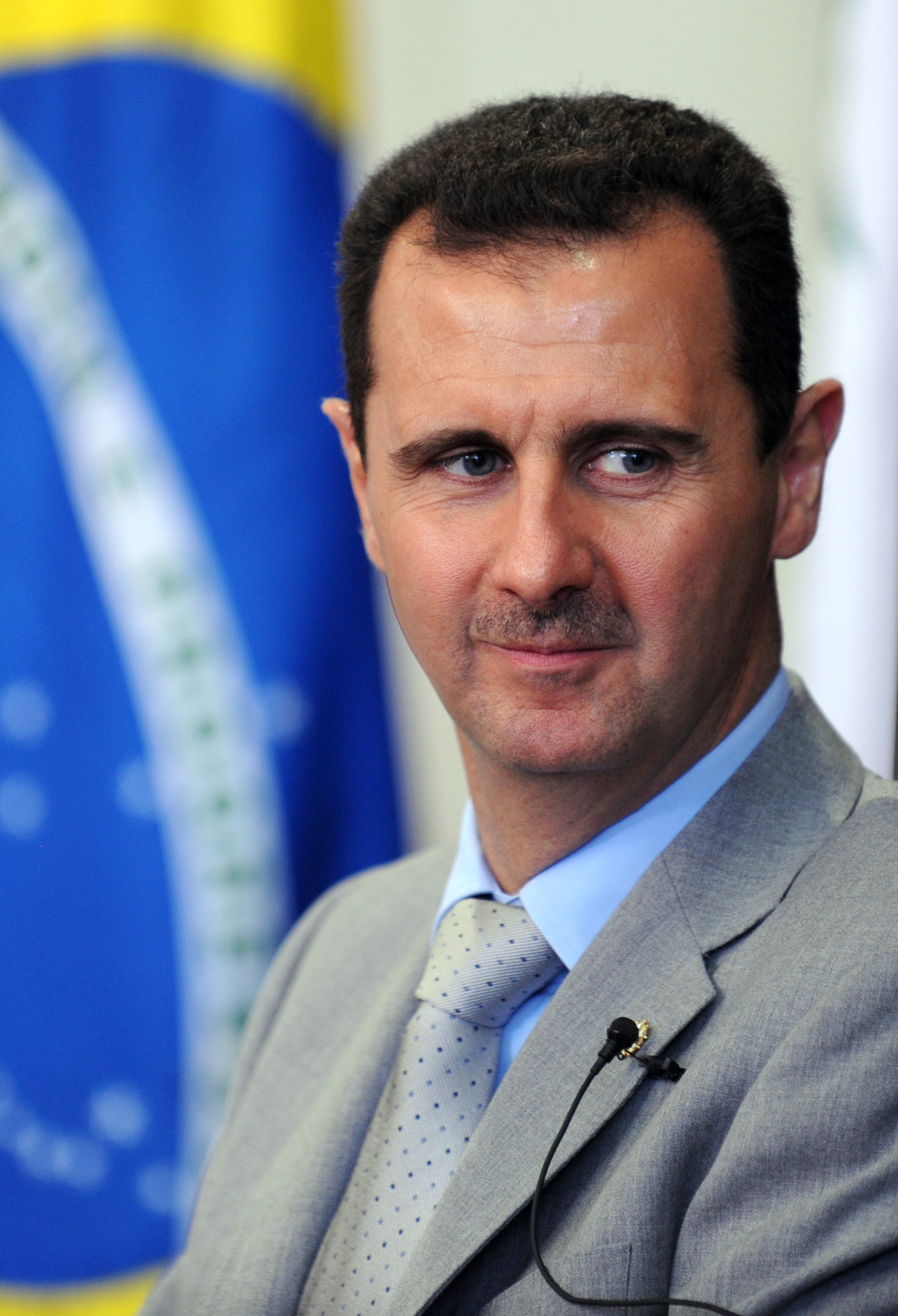

القيادة المركزية لحزب البعث العربي الاشتراكي – حزب البعث هي الجهاز الحاكم لتنظيم حزب البعث في سوريا. ينبع مصطلح القيادة الإقليمية من الإيديولوجية البعثية حيث تعني المنطقة حرفيا دولة عربية. وفقا للدستور السوري فإن للقيادة الإقليمية سلطة تسمية مرشح للرئاسة. في حين أن الدستور لا يذكر أن الأمين الإقليمي للقيادة الإقليمية هو رئيس سوريا فإن ميثاق الجبهة الوطنية التقدمية الذي ينتمي إليه حزب البعث ينص على أن الرئيس والأمين الإقليمي هو رئيس الجبهة الوطنية القومية ولكن هذا لم يرد في أي وثيقة قانونية. قرر المؤتمر الإقليمي الاستثنائي الأول الذي عقد في عام 1964 أن الأمين الإقليمي للقيادة الإقليمية سيكون أيضا رئيسا للدولة. أصبح أمين الحافظ الأمين الإقليمي للجلسة رئيسا للدولة واحتفظ بمنصبه كرئيس للوزراء.
في المؤتمر الإقليمي الثاني في عام 1965 أضعفت اللجنة العسكرية سلطات القيادة الوطنية لحزب البعث من خلال تمرير قرار بأن الأمين الإقليمي للقيادة الإقليمية كان بحكم منصبه رئيسا للدولة. منح الأمين الإقليمي صلاحيات تعيين رئيس الوزراء ومجلس الوزراء والقائد العام والقادة العسكريين البارزين. قبل الحركة التصحيحية عام 1970 التي جلبت حافظ الأسد إلى السلطة انتخب زعماء حزب البعث زعماء الحزب المحلي. عندما جاء الأسد إلى السلطة بدأت القيادة الإقليمية تعيين جميع مسؤولي الحزب. في ظل بشار الأسد تم عكس هذه السياسة وتمكن أعضاء الحزب مرة أخرى من انتخاب قيادة الحزب المحلي ولكن كان المرشحون يجب أن يوافقوا من قبل قيادة الحزب.
القيادة الإقليمية مسؤولة رسميا أمام المؤتمر الإقليمي. من المفترض أن تكون القيادة الإقليمية تابعة للقيادة الوطنية ووسائط الإعلام الرسمية تصورها على هذا النحو للتأكيد على التزام الحكومة بالأيديولوجية البعثية. منذ صعود حافظ الأسد إلى السلطة كانت القيادة الوطنية تابعة للقيادة الإقليمية. قبل الانشقاق بين اللجنة العسكرية بقيادة صلاح جديد والعفالقة وما أعقب ذلك من الانقلاب العسكري عام 1966 كانت القيادة الوطنية الجهاز الرئيسي للحزب. القيادة الإقليمية هي اليوم مؤسسة قوية في سوريا.
يتولى الأمين الإقليمي رئاسة جميع اجتماعات القيادة الإقليمية. في حالة غياب الأمين الإقليمي يستعاض عنه بمساعد الأمين الإقليمي. يتولى مساعد الأمين الإقليمي وضع جدول أعمال الاجتماع بالتشاور مع الأمين الإقليمي. تحت بشار الأسد درجة من الانفتاح مسموح بها في اجتماعات القيادة الإقليمية. يسمح للأعضاء بمناقشة كل جانب من جوانب القضايا المعقدة ويمكن للأعضاء انتقاد سياسات معينة وكيفية تنفيذها. ومع ذلك إذا دعم بشار الأسد جانبا فإن هذا الجانب سيسود في الحجة. على النقيض من والده حافظ الذي استشار مع القيادة الإقليمية وأخذ آرائها في الاعتبار قبل اتخاذ قرار أصبحت القيادة الإقليمية في ظل بشار الأسد على نحو متزايد هيئة ختم مطاطي... بعد انعقاد المؤتمر الموسع لحزب البعث ..قام الامين العام للحزب بشار الأسد بتغير كامل للقيادة المركزية حيث انهى تكليف حميع الاعضاء بما فيهم الامين القطري المساعد هلال هلال وعدم الابقاء على احد من الاعضاء السابقين ..وعين اسماء جديدة غير معروفة بشكل كبير جدا الا البعض منهم عزت علي كاتبي الذي يتولى منصب رئيس فرع طلائع البعث منذ2009 إلى الان..وصفوان ابو سعدى الذي تنقل بين ثلاث محافظات بمنصب محافظ اخرها ريف دمشق ويعتبر هذا التغير الاول من نوعه على مستوى الحزب لانهليس من العادة يتم تغيير كافة الاعضاء وعدم الابقاء على احد الاعضاء البارزين..وشهدت قائمة اعضاء اللجنة المركزية الذي يعينهم الامين العام للحزب غياب لونا الشبل مستشارة الرئيس ..وبثينة شعبان مستشارة الرئيس ايضا.وعلي مملوك مدير مكتب الامن القومي السابق..ومحمد الشعار نائب رئيس الجبهة التقدمية ولكن تم اسقاط ما يدعى بفرع حزب البعث العربي الاشتراكي في احداث نهيات2024 حيث بعدا اسقاط نظام بشار الاسد ووقع سوريا بالكامل تحت سيطرة هيئة تحرير الشام تم اسقاط بشار واسقاط المؤسسات التابعة له 

## الرؤساء والمكاتب
| ؛ الأمين الإقليمي للقيادة الإقليمية - حمود الشوفي (5 سبتمبر 1963 - 1 فبراير 1964) - شبلي العيسمي (5 فبراير 1964 - 4 أكتوبر 1964) - أمين الحافظ (4 أكتوبر 1964 - 19 ديسمبر 1965) - القيادة الإقليمية حلت (19 ديسمبر 1965 - 27 مارس 1966) - نور الدين الأتاسي (27 مارس 1966 - 13 نوفمبر 1970) - حافظ الأسد (18 نوفمبر 1970 - 10 يونيو 2000) - بشار الأسد (24 يونيو 2000 - حتى الآن) ؛ مساعد الأمين الإقليمي للقيادة الإقليمية - فاهمو العشوري (1 فبراير 1964 - 17 مارس 1965) - محمد الزعبي (17 مارس - 1 أغسطس 1965) - صلاح جديد (1 أغسطس 1965 - 13 نوفمبر 1970) - محمد جابر بجبوج (18 نوفمبر 1970 - 7 يناير 1980) - زهير مشارقة (7 يناير 1980 - 20 يناير 1985) - سليمان قداح (20 يناير 1985 - 9 يونيو 2005) - محمد سعيد بخيتان (9 يونيو 2005 - 8 يوليو 2013) - هلال هلال (10 يوليو 2013 - حتى الآن) | ؛ مكاتب القيادة الإقليمية - مكتب الأمانة - مكتب الأمن القومي - مكتب التنظيم - مكتب الإعداد - المكتب العسكري (المعروف أيضا باسم اللجنة العسكرية) - مكتب التربية والكشافة - مكتب الفلاحين - مكتب المالية - المكتب القانوني - مكتب الاقتصاد الوطني - مكتب الطلاب - مكتب الشباب والرياضة - مكتب التعليم العالي والبحث العلمي - مكتب المهنية - مكتب العمال |

## الأعضاء
لم يدرج في هذه القائمة سوى الأعضاء الذين انتخبوا للقيادة الإقليمية في المؤتمر الإقليمي الأول (الذي عقد في سبتمبر 1963) وبعد ذلك تم حل الفرع الإقليمي السوري في عام 1958 (وبالتالي يعتبر كيانا متميزا من قبل الفرع الإقليمي السوري نفسه) حتى تتمكن سوريا مع مصر من إنشاء الجمهورية العربية المتحدة. أعيد تأسيس الفرع الإقليمي السوري رسميا في سبتمبر 1963.
| الاسم              | من             | إلى            | الفترات | المدة               |
| ------------------ | -------------- | -------------- | ------- | ------------------- |
| حمود الشوفي        | 5 سبتمبر 1963  | 1 فبراير 1964  | 1       | 149 أيام            |
| خالد الحكيم        | 5 سبتمبر 1963  | 1 فبراير 1964  | 1       | 149 أيام            |
| نور الدين الأتاسي  | 5 سبتمبر 1963  | 19 ديسمبر 1965 | 4       | 2 سنوات و105 أيام   |
| نور الدين الأتاسي  | 27 مارس 1966   | 13 نوفمبر 1970 | 4       | 4 سنوات و231 أيام   |
| محمود نوفل         | 5 سبتمبر 1963  | 1 فبراير 1964  | 1       | 149 أيام            |
| أحمد أبو صالح      | 5 سبتمبر 1963  | 1 فبراير 1964  | 1       | 149 أيام            |
| حمد عبيد           | 5 سبتمبر 1963  | 19 ديسمبر 1965 | 4       | 167 أيام            |
| حافظ الأسد         | 5 سبتمبر 1963  | 4 أبريل 1965   | 4       | 1 سنة و211 أيام     |
| حافظ الأسد         | 27 مارس 1966   | 10 يونيو 2000  | 8       | 34 سنوات و75 أيام   |
| محمد رباح الطويل   | 5 سبتمبر 1963  | 19 ديسمبر 1965 | 4       | 2 سنوات و105 أيام   |
| محمد رباح الطويل   | 27 مارس 1966   | 13 نوفمبر 1970 | 4       | 4 سنوات و231 أيام   |
| أمين الحافظ        | 1 فبراير 1964  | 19 ديسمبر 1965 | 3       | 2 سنوات و321 أيام   |
| صلاح جديد          | 1 فبراير 1964  | 19 ديسمبر 1965 | 4       | 1 سنة و321 أيام     |
| صلاح جديد          | 27 مارس 1966   | 13 نوفمبر 1970 | 4       | 4 سنوات و231 أيام   |
| شبلي العيسمي       | 1 فبراير 1964  | 17 مارس 1965   | 1       | 1 سنة و44 أيام      |
| محمد عمران         | 1 فبراير 1964  | 4 أبريل 1965   | 1       | 1 سنة و62 أيام      |
| عبد الكريم الجندي  | 1 فبراير 1964  | 4 أبريل 1965   | 1       | 1 سنة و62 أيام      |
| عبد الكريم الجندي  | 1 أغسطس 1965   | 19 ديسمبر 1965 | 1       | 140 أيام            |
| عبد الكريم الجندي  | 27 مارس 1966   | 31 مارس 1969   | 3       | 3 سنوات و4 أيام     |
| فهمي العاشوري      | 1 فبراير 1964  | 4 أبريل 1965   | 1       | 1 سنة و62 أيام      |
| سليمان العلي       | 1 فبراير 1964  | 4 أبريل 1965   | 1       | 1 سنة و62 أيام      |
| محمد الزعبي        | 1 فبراير 1964  | 19 ديسمبر 1965 | 3       | 1 سنة و321 أيام     |
| محمد الزعبي        | 27 مارس 1966   | سبتمبر 1966    | 1       | 158 أيام            |
| سامي الجندي        | 1 فبراير 1964  | 4 أبريل 1965   | 1       | 1 سنة و62 أيام      |
| جميل شيا           | 1 فبراير 1964  | 19 ديسمبر 1965 | 3       | 1 سنة و321 أيام     |
| جميل شيا           | 27 مارس 1966   | سبتمبر 1966    | 1       | 158 أيام            |
| يوسف زعين          | 1 فبراير 1964  | 19 ديسمبر 1965 | 3       | 1 سنة و312 أيام     |
| يوسف زعين          | 27 مارس 1966   | 13 نوفمبر 1970 | 4       | 4 سنوات و231 أيام   |
| محمود الجيوش       | 1 فبراير 1964  | 4 أبريل 1965   | 1       | 1 سنة و62 أيام      |
| الوليد طالب        | 1 فبراير 1964  | 4 أبريل 1965   | 1       | 1 سنة و62 أيام      |
| حبيب حداد          | 4 أبريل 1965   | 1 أغسطس 1965   | 1       | 119 أيام            |
| حبيب حداد          | 27 مارس 1966   | 13 نوفمبر 1970 | 4       | 4 سنوات و231 أيام   |
| مصطفى رستم         | 1 فبراير 1964  | 4 أبريل 1965   | 1       | 1 سنة و303 أيام     |
| مصطفى رستم         | 27 مارس 1966   | 28 سبتمبر 1968 | 3       | 2 سنوات و185 أيام   |
| مصطفى رستم         | 31 مارس 1969   | 13 نوفمبر 1970 | 1       | 1 سنة و227 أيام     |
| أديسان شومان       | 4 أبريل 1965   | 1 أغسطس 1965   | 1       | 119 أيام            |
| مصطفى طلاس         | 1 أغسطس 1965   | 19 ديسمبر 1965 | 1       | 140 أيام            |
| مصطفى طلاس         | 28 سبتمبر 1968 | 9 يونيو 2005   | 9       | 36 سنوات و251 أيام  |
| سليم حاطوم         | 1 أغسطس 1965   | 19 ديسمبر 1965 | 1       | 140 أيام            |
| محمد إد أشاوي      | 1 أغسطس 1965   | 19 ديسمبر 1965 | 1       | 140 أيام            |
| محمد إد أشاوي      | 27 مارس 1966   | 31 مارس 1969   | 4       | 3 سنوات و4 أيام     |
| مروان حبش          | 1 أغسطس 1965   | 19 ديسمبر 1965 | 1       | 140 أيام            |
| مروان حبش          | 27 مارس 1966   | 13 نوفمبر 1970 | 4       | 4 سنوات و231 أيام   |
| فايز الجوسم        | 1 أغسطس 1965   | 19 ديسمبر 1965 | 1       | 140 أيام            |
| فايز الجوسم        | 27 مارس 1966   | 28 سبتمبر 1968 | 3       | 2 سنوات و185 أيام   |
| حيسام هايزا        | 1 أغسطس 1965   | 19 ديسمبر 1965 | 1       | 140 أيام            |
| أحمد سويديني       | 27 مارس 1966   | فبراير 1968    | 2       | 2 سنوات و185 أيام   |
| كامل حسين          | 27 مارس 1966   | سبتمبر 1966    | 1       | 158 أيام            |
| ابراهيم ماخوس      | 27 مارس 1966   | 13 نوفمبر 1970 | 4       | 4 سنوات و231 أيام   |
| عبد الحميد المقداد | سبتمبر 1966    | 13 نوفمبر 1970 | 3       | 4 سنوات و73 أيام    |
| هاديثاد مراد       | سبتمبر 1966    | 13 نوفمبر 1970 | 3       | 4 سنوات و46 أيام    |
| محمد سعيد طالب     | سبتمبر 1966    | 13 نوفمبر 1970 | 3       | 4 سنوات و73 أيام    |
| عادل نايسة         | 28 سبتمبر 1968 | 31 مارس 1969   | 1       | 184 أيام            |
| حمود القباني       | 28 سبتمبر 1968 | 13 نوفمبر 1970 | 2       | 2 سنوات و46 أيام    |
| أحمد شيخ قاسم      | 31 مارس 1969   | 13 نوفمبر 1970 | 1       | 1 سنة و227 أيام     |
| أنيس كانجو         | 31 مارس 1969   | 13 نوفمبر 1970 | 1       | 1 سنة و227 أيام     |
| عبد الغني إبراهيم  | 13 نوفمبر 1970 | 7 يناير 1980   | 3       | 9 سنوات و18 أيام    |
| ناجي جميل          | 13 نوفمبر 1970 | مارس 1978      | 2       | 7 سنوات و108 أيام   |
| عبد الرحمن خليفاوي | 13 نوفمبر 1970 | 7 يناير 1980   | 3       | 9 سنوات و18 أيام    |
| عبد الحليم خدام    | 13 نوفمبر 1970 | 9 يونيو 2005   | 6       | 34 سنوات و208 أيام  |
| عبد الله الأحمر    | 13 نوفمبر 1970 | 9 يونيو 2005   | 6       | 34 سنوات و208 أيام  |
| محمد علي الحلبي    | 13 نوفمبر 1970 | 7 يناير 1980   | 3       | 9 سنوات و18 أيام    |
| محمود الأيوبي      | 13 نوفمبر 1970 | 15 أبريل 1975  | 2       | 4 سنوات و153 أيام   |
| محمود الأيوبي      | 7 يناير 1980   | 20 يناير 1985  | 1       | 5 سنوات و50 أيام    |
| محمد حيدر          | 13 نوفمبر 1970 | أغسطس 1975     | 2       | 4 سنوات و261 أيام   |
| أحمد الحسن الخطيب  | 13 نوفمبر 1970 | 15 أبريل 1975  | 2       | 4 سنوات و153 أيام   |
| محمد طالب هلال     | 13 نوفمبر 1970 | 14 مايو 1971   | 1       | 182 أيام            |
| داود الرداوي       | 13 نوفمبر 1970 | 14 مايو 1971   | 1       | 182 أيام            |
| فهمي اليوسفي       | 13 نوفمبر 1970 | 7 يناير 1980   | 3       | 9 سنوات و18 أيام    |
| عبد الكريم عدل     | 13 نوفمبر 1970 | 15 أبريل 1975  | 2       | 4 سنوات و153 أيام   |
| محمد جابر بجبوج    | 14 مايو 1971   | 7 يناير 1980   | 2       | 8 سنوات و201 أيام   |
| جبر الكفري         | 14 مايو 1971   | 15 أبريل 1975  | 1       | 3 سنوات و336 أيام   |
| عبد الله الأحمد    | 14 مايو 1971   | 7 يناير 1980   | 2       | 8 سنوات و201 أيام   |
| معيب شنان          | 14 مايو 1971   | 7 يناير 1980   | 2       | 8 سنوات و201 أيام   |
| جورج سانديقني      | 14 مايو 1971   | 7 يناير 1980   | 2       | 8 سنوات و201 أيام   |
| أديب ملحم          | 14 مايو 1971   | 15 أبريل 1975  | 1       | 3 سنوات و336 أيام   |
| عصام أنيب          | 14 مايو 1971   | 15 أبريل 1975  | 1       | 3 سنوات و336 أيام   |
| طه الخيرات         | 14 مايو 1971   | 7 يناير 1980   | 2       | 8 سنوات و201 أيام   |
| زهير مشارقة        | 15 أبريل 1975  | 9 يونيو 2005   | 3       | 30 سنوات و55 أيام   |
| رفعت الأسد         | 15 أبريل 1975  | 8 فبراير 1998  | 3       | 22 سنوات و299 أيام  |
| أحمد دياب          | 15 أبريل 1975  | 20 يناير 1985  | 2       | 9 سنوات و280 أيام   |
| محمود حديد         | 15 أبريل 1975  | 7 يناير 1980   | 1       | 4 سنوات و230 أيام   |
| يوسف الأسد         | 15 أبريل 1975  | 7 يناير 1980   | 1       | 4 سنوات و230 أيام   |
| أحمد الحسن         | 15 أبريل 1975  | 7 يناير 1980   | 1       | 4 سنوات و230 أيام   |
| نهيب حسون          | 15 أبريل 1975  | 7 يناير 1980   | 1       | 4 سنوات و230 أيام   |
| إسكندر أحمد        | 7 يناير 1980   | 29 ديسمبر 1983 | 1       | 4 سنوات و28 أيام    |
| حكمت الشهابي       | 7 يناير 1980   | يوليو 1998     | 2       | 18 سنوات و212 أيام  |
| نصر الدين نصير     | 7 يناير 1980   | 20 يناير 1985  | 1       | 5 سنوات و50 أيام    |
| عبد القادر قدورة   | 7 يناير 1980   | 9 يونيو 2005   | 3       | 25 سنوات و190 أيام  |
| وليد حمدون         | 7 يناير 1980   | 9 يونيو 2005   | 3       | 25 سنوات و190 أيام  |
| توفيق صلاح         | 7 يناير 1980   | 21 يونيو 2000  | 2       | 20 سنوات و203 أيام  |
| عز الدين ناصر      | 7 يناير 1980   | 21 يونيو 2000  | 2       | 20 سنوات و203 أيام  |
| محمود الزعبي       | 7 يناير 1980   | 21 يونيو 2000  | 2       | 20 سنوات و203 أيام  |
| سعيد حمدي          | 7 يناير 1980   | 21 يونيو 2000  | 2       | 20 سنوات و203 أيام  |
| وهيب طنوس          | 7 يناير 1980   | 21 يونيو 2000  | 2       | 20 سنوات و203 أيام  |
| عبد الرؤوف الكسم   | 7 يناير 1980   | 21 يونيو 2000  | 2       | 20 سنوات و203 أيام  |
| إلياس اللاتي       | 7 يناير 1980   | 20 يناير 1985  | 1       | 5 سنوات و50 أيام    |
| سليمان قداح        | 7 يناير 1980   | 9 يونيو 2005   | 2       | 25 سنوات و190 أيام  |
| أحمد قبلان         | 7 يناير 1980   | 21 يونيو 2000  | 1       | 20 سنوات و203 أيام  |
| عبد الرزاق أيوب    | 20 يناير 1985  | 21 يونيو 2000  | 1       | 15 سنوات و153 أيام  |
| أحمد درغام         | 20 يناير 1985  | 9 يونيو 2005   | 2       | 20 سنوات و140 أيام  |
| فايز ناصر          | 20 يناير 1985  | 9 يونيو 2005   | 2       | 20 سنوات و140 أيام  |
| رشيد أختاريني      | 20 يناير 1985  | 21 يونيو 2000  | 1       | 15 سنوات و153 أيام  |
| بشار الأسد         | 21 يونيو 2000  | مازال          | 2       | 24 سنوات و273 أيام  |
| محمد مصطفى ميرو    | 21 يونيو 2000  | 9 يونيو 2005   | 1       | 5 سنوات و0 أيام     |
| محمد ناجي عطري     | 21 يونيو 2000  | 8 يوليو 2013   | 2       | 13 سنوات و17 أيام   |
| فاروق الشرع        | 21 يونيو 2000  | 8 يوليو 2013   | 2       | 13 سنوات و17 أيام   |
| سليم سعيد ياسين    | 21 يونيو 2000  | 8 ديسمبر 2001  | 1       | 1 سنة و170 أيام     |
| إبراهيم هنيدي      | 21 يونيو 2000  | 9 يونيو 2005   | 1       | 5 سنوات و0 أيام     |
| فاروق أبو شامات    | 21 يونيو 2000  | 9 يونيو 2005   | 1       | 5 سنوات و0 أيام     |
| غياب بركات         | 21 يونيو 2000  | 9 يونيو 2005   | 1       | 5 سنوات و0 أيام     |
| وليد البوز         | 21 يونيو 2000  | 9 يونيو 2005   | 1       | 5 سنوات و0 أيام     |
| محمد الحسين        | 21 يونيو 2000  | 8 يوليو 2013   | 2       | 13 سنوات و17 أيام   |
| ماجد شدود          | 21 يونيو 2000  | 9 يونيو 2005   | 1       | 5 سنوات و0 أيام     |
| محمد سعيد بخيتان   | 21 يونيو 2000  | 8 يوليو 2013   | 2       | 13 سنوات و17 أيام   |
| حسن توركماني       | 9 يونيو 2005   | 18 يوليو 2012  | 1       | 8 سنوات و29 أيام    |
| هشام اختيار        | 9 يونيو 2005   | 20 يوليو 2012  | 1       | 8 سنوات و29 أيام    |
| أسامة بن حامد عدي  | 9 يونيو 2005   | 8 يوليو 2013   | 1       | 8 سنوات و29 أيام    |
| ياسر توفيق حورية   | 9 يونيو 2005   | 8 يوليو 2013   | 1       | 8 سنوات و29 أيام    |
| بسام جانبيه        | 9 يونيو 2005   | 8 يوليو 2013   | 1       | 8 سنوات و29 أيام    |
| سعيد داود إليا     | 9 يونيو 2005   | 8 يوليو 2013   | 1       | 8 سنوات و29 أيام    |
| هيثم ساتيهي        | 9 يونيو 2005   | 8 يوليو 2013   | 1       | 8 سنوات و29 أيام    |
| شاهيناز فقوش       | 9 يونيو 2005   | 8 يوليو 2013   | 1       | 8 سنوات و29 أيام    |
| وائل الحلقي        | 8 يوليو 2013   | 21 ابريل 2017  | 1       | 3 سنوات و287 أيام   |
| محمد جهاد اللحام   | 8 يوليو 2013   | 21 ابريل 2017  | 1       | 3 سنوات و287 أيام   |
| عمار ساعاتي        | 8 يوليو 2013   | 21 ابريل 2017  | 1       | 3 سنوات و287 أيام   |
| عماد خميس          | 8 يوليو 2013   | 21 ابريل 2017  | 1       | 3 سنوات و287 أيام   |
| محمد شعبان عزوز    | 8 يوليو 2013   | مازال          | 1       | 11 سنوات و256 أيام  |
| هلال هلال          | 8 يوليو 2013   | مازال          | 1       | 11 سنوات و256 أيام  |
| عبد الناصر شافي    | 8 يوليو 2013   | 21 ابريل 2017  | 1       | 3 سنوات و287 أيام   |
| عبد المعطي المشلب  | 8 يوليو 2013   | 21 ابريل 2017  | 1       | 3 سنوات و287 أيام   |
| فيروز موسى         | 8 يوليو 2013   | 21 ابريل 2017  | 1       | 3 سنوات و287 أيام   |
| راكان الشوفي       | 8 يوليو 2013   | 21 ابريل 2017  | 1       | 3 سنوات و287 أيام   |
| يوسف الأحمد        | 8 يوليو 2013   | متوفي          | 1       | 10 سنوات و 152 أيام |
| نجم الأحمد         | 8 يوليو 2013   | 21 ابريل 2017  | 1       | 3 سنوات و287 أيام   |
| خلف المفتاح        | 8 يوليو 2013   | 21 ابريل 2017  | 1       | 3 سنوات و287 أيام   |
| حسين عرنوس         | 8 يوليو 2013   | مازال          | 1       | 11 سنوات و256 أيام  |
| مالك علي مالك علي  | 8 يوليو 2013   | 21 ابريل 2017  | 1       | 3 سنوات و287 أيام   |
| محسن بلال          | 21 ابريل 2017  | مازال          | 1       | 3 سنوات و12 أيام    |
| مهدي دخل الله      | 21 ابريل 2017  | مازال          | 1       | 3 سنوات و12 أيام    |
| اللواء ياسر الشوفي | 21 ابريل 2017  | مازال          | 1       | 3 سنوات و12 أيام    |
| هدى الحمصي         | 21 ابريل 2017  | مازال          | 1       | 3 سنوات و12 أيام    |
| حمود الصباغ        | 21 ابريل 2017  | مازال          | 1       | 3 سنوات و12 أيام    |
| عمار السباعي       | 21 ابريل 2017  | مازال          | 1       | 3 سنوات و12 أيام    |